# Lac de la Muande
Le lac de la Muande est un lac glaciaire situé dans le parc national des Écrins, à 2 380 m dans le vallon de la Lavey, qui débouche sur celui du Vénéon. Il est apparu au début des années 1990, du fait du recul du glacier du Fond de la Muande. Il mesure actuellement dans ses plus grandes dimensions 463 m sur 216 m, pour une superficie de 7 ha.  
1. ↑  François Labande, Claude Dautrey et Christian Pichoud, Randonnée pédestre dans le Parc national des Écrins, Éditions Olizane, 2006, p. 280